# Brookridge
Brookridge ist  ein census-designated place (CDP) im Hernando County im US-Bundesstaat Florida mit 4658 Einwohnern (Stand: 2020).

## Geographie
Brookridge liegt rund 10 Kilometer westlich von Brooksville sowie etwa 70 Kilometer nördlich von Tampa. Der CDP wird von der Florida State Road 50 tangiert.

## Demographische Daten
Laut der Volkszählung 2010 verteilten sich die damaligen 4420 Einwohner auf 2900 Haushalte. Die Bevölkerungsdichte lag bei 850 Einw./km². 95,0 % der Bevölkerung bezeichneten sich als Weiße, 1,7 % als Afroamerikaner, 0,2 % als Indianer und 0,8 % als Asian Americans. 1,0 % gaben die Angehörigkeit zu einer anderen Ethnie und 1,2 % zu mehreren Ethnien an. 5,2 % der Bevölkerung bestand aus Hispanics oder Latinos.
Im Jahr 2010 lebten in 10,8 % aller Haushalte Kinder unter 18 Jahren sowie 68,7 % aller Haushalte Personen mit mindestens 65 Jahren. 60,3 % der Haushalte waren Familienhaushalte (bestehend aus verheirateten Paaren mit oder ohne Nachkommen bzw. einem Elternteil mit Nachkomme). Die durchschnittliche Größe eines Haushalts lag bei 1,91 Personen und die durchschnittliche Familiengröße bei 2,39 Personen.
10,9 % der Bevölkerung waren jünger als 20 Jahre, 9,8 % waren 20 bis 39 Jahre alt, 17,8 % waren 40 bis 59 Jahre alt und 61,5 % waren mindestens 60 Jahre alt. Das mittlere Alter betrug 66 Jahre. 44,6 % der Bevölkerung waren männlich und 55,4 % weiblich.
Das durchschnittliche Jahreseinkommen lag bei 34.012 $, dabei lebten 9,8 % der Bevölkerung unter der Armutsgrenze.
Im Jahr 2000 war Englisch die Muttersprache von 97,33 % der Bevölkerung, deutsch sprachen 1,84 % und 0,83 % sprachen spanisch.